# Наталија Качмарек
Наталија Качмарек (пољ. Natalia Kaczmarek, 17. јануар 1998) је пољска атлетичарка која се специјализовала за спринтерске дисциплине а највише за трку на 400 метара.

## Спортска каријера
Њено прво искуство на такмичењима, на међународном нивоу, прикупила је на Светском првенству за млађе јуниоре 2015. у Калију, на којој је у трци на 400 метара стигла до полуфинала. Годину дана касније, такође је стигла до полуфинала на 400 метара на Светском јуниорском првенству 2016. (У-20) у Бидгошчу, а са пољском штафетом 4 х 400 завршила на шестом месту. Године 2017. Наталија Качмарек учествовала је на Европском јуниорском првенству у Гросету, где је заузела седмо место на 400 метара и четврто место са пољским штафетом. На Светском првенству у дворани 2018. у Бирмингему била је део пољске штафете и освојила сребрну медаљу.

## Лични рекорди
| Дисциплина | Дисциплина   | Резултат | Место   | Датум             |
| ---------- | ------------ | -------- | ------- | ----------------- |
| 400 м      | на отвореном | 53,28    | Гросето | 2. јун 2017.      |
| 400 м      | у дворани    | 53,30    | Торуњ   | 18. фебруар 2018. |